# 김래환
김래환(1972년 9월 24일 ~ )은 대한민국의 성우로, 2000년 한국방송 성우극회 공채 28기로 입사했다.

## 출연작품

### TV 애니메이션
- 오늘부터 마왕 1,2,3기 (애니맥스) - 요제크
- 카미츄! (애니맥스) - 니노미야 켄지
- 마하특급 델타트레인 (KBS) - 바람이
- 원피스 (KBS) - 맥킨리
- 팽이대전 G블레이드 (SBS) - 브루클린
- 유희왕 (SBS) - 빛의 가면
- 포트리스 (SBS) - 트리톤
- 플레이볼 (애니맥스) - 최시형
- REC (애니맥스) - 기타 연출자
- 불꽃소년 레카 (애니맥스) - 케이시안
- 지옥소녀 (애니맥스) - 슌
- 비바 피냐타 (애니맥스) - 랭스턴, 사악한 박사
- 바람의 성흔 (애니맥스) - 류야
- GR 자이언트로보 (애니박스) - 히가
- 포켓몬 불가사의 던전 (카툰네트워크) - 스라크
- 티니 와일드 (KBS) - 테즈
- 슈퍼히어로 (카툰네트워크) - 캡틴 아메리카, 어보미네이션
- 마호로매틱 - 류거
- 나루토 질풍전 (투니버스) - 가아라
- 헬로 카봇 쌈바 (SBS) - 포스

### 극장판 애니메이션
- 보루토: 나루토 더 무비 (투니버스) - 가아라
- 성탄절의 축구 (KBS)

### 외화

#### 드라마
- 대마법사 멀린 (KBS) - 어린 멀린(다니엘 브로클린뱅크) / 아서 왕(폴 쿠란)
- 위기의 주부들 (KBS) - 저스틴(라이언 케인즈)
- 판관 포청천 2012 (채널A) - 왕 승상
- 천사의 손길 (PBC)
- 명탐정 브라운신부 3 3회 사랑의 마법 (PBC)

#### 영화
- 영화소년 샤오핑 (KBS) - 마오 다핑(샤위)
- 야마카시 (KBS) - 올리버(차우 벨 딘)
- 야마카시 2 (KBS) - 키엔(차우 벨 딘)
- 사랑해, 파리 (KBS) - 남자(브루노 포달리데스) / 가스파드(가스파르 울리엘) / 피자 배달부(니콜라스 모리) / 토마스(멜시오르 드후에)
- 머스킷티어 (KBS) - 총사
- 무간도 3 (KBS) - 심량(황지충)
- 한발로 선 세상 (KBS) - 홀가
- 언브레이커블 (KBS) - 사업가(퍼도스 밤지) / 라디오 방송(유키 워싱턴) / 의사(셔먼 로버츠)
- 미스터리 알래스카 (KBS) - 스티비 (라이언 노스코트)
- 춤추는 대수사선 THE MOVIE (KBS) - 우오즈미 지로(사토이 켄타)
- 바그다드 카페 (KBS) - 에릭(알렌 S. 크레이그)
- 낫싱 엘스 (KBS) - 안드라스 외
- 천방지축 (KBS)
- 사랑도 리콜이 되나요 (KBS) - 레코드 가게 손님(매튜 오넬)
- 쌍웅 (KBS)
- 맨 인 블랙2 (KBS) - 요원
- 레이디스 앤 젠틀맨 (KBS)
- 피스메이커 (SBS) - 블라도(르네 메드베섹) / 택시 기사(램지 파라갈라)
- 위험한 사돈 (SBS) - 학생(아론 에이브람스)
- 화성의 유령들 (KBS) - 경찰(말리암 웨이티) / 도스(로보 세바스찬)
- E.T. (KBS)
- 러브 인 텍사스 (KBS)
- 이니셜D (KBS) - 쿄이치(진소춘)
- 그녀에게 (KBS) - 간호사(펠레 마르티네스)
- 오르페브르 36번가 (KBS) - 스모(스테판 메츠거) / 제너(빈센트 모스카토)
- 링 (SBS)
- 내 이름은 튜니티 (KBS) - 해리먼 소령의 부하(파올로 피글리아)
- 다크 블루 올모스트 블랙 (KBS)
- 내 생애 최고의 데이트 (SBS) - 술집 손님(더글러스 스원더) / 기자
- 리딕: 헬리온 최후의 빛 (KBS) - 간수(라울 커니브) / 네크로몬거의 병사(로저 크로스) / 시스템 음성
- 말할 수 없는 비밀 (KBS) - 럭비부 학생(송건창)
- 안소니 짐머 (KBS) - 국무위원(뤽 차비)
- 적인걸: 측천무후의 비밀 (KBS) - 통역가(조가림)

### 다큐멘터리
- 현장기록 병원 (KBS)
- KBS 스페셜 - 히든 챔피언 (KBS)
- KBS 스페셜 송년특집 - 이라크 소년 트와나가 부르는 평화의 노래 (KBS)
- KBS 스페셜 송년특집 - 2009 영상실록 (세계편) (KBS)
- 시사기획‘창’대선 특집 - 대선후보를 말한다 (KBS)
- KBS 신년특집 - 2013 대한민국, 행복을 말한다 (KBS)
- 지식콘서트 내일 (KBS)
- 생생 웰빙테크 (사이언스TV)
- 해양경찰 블루가드 (OBS)
- SBS 다큐플러스 - 소나무 (SBS)
- 책을 삼킨 TV (OUN)
- 표창원의 시사 돌직구 (JTBC)

### 방송
- TV유치원 파니파니 (KBS2)
- 코파반장의 동화수사대 (KBS2)
- 골프의 모든 것, The Golf (GS 강남방송)
- TV주치의 (GS 강남방송)
- 딩동댕 유치원 (EBS) - 근데
- 내 친구 몬덕이
- 딩동댕 유치원 뚜앙 (EBS)

### 라디오 드라마

#### KBS
라디오 독서실 (KBS 2라디오)
- 2000.02.06 이인화 <시인의 별 - 채련기 각주 일곱 개>
- 2000.02.27 김이정 <길 위에서 중얼거리다>
- 2000.03.12 정규웅 <글 동네에서 생긴 일> (황석영)
- 2000.05.07 정호승 <연인> (제비)
- 2000.05.21 조창인 <가시고기>
- 2000.06.25 김원일 <미망> (부장)
- 2000.07.09 이문구 <장곡리 고욤나무> (김순몽)
- 2000.09.24 서하진 <기차가 지나는 마을>
- 2000.10.08 이지형 <망하거나 죽지 않고 살 수 있겠니>
- 2000.11.26 한창훈 <춘희> (손자)
- 2000.12.03 최일남 <아주 느린 시간>
- 2000.12.31 구리 료헤이 <우동 한 그릇>
- 2001.01.07 남문석 <잃고, 묽고, 희박한> (남자2)
- 2001.02.18 이병천 <검은 달 흰 구름> (사내2)
- 2001.03.11 김종광 <모내기 블루스>
- 2001.03.18 김인숙 <브라스밴드를 기다리며>
- 2001.04.08 송혜근 <이태리 요리를 먹는 여자>
- 2001.04.22 김연수 <굳빠이, 이상> (일본인 레지던트)
- 2001.05.06 안도현 <짜장면>
- 2001.05.13 이만교 <머꼬네 집에 놀러 올래>
- 2001.06.03 오성찬 <세한도>
- 2001.06.17 정길연 <골방>
- 2001.07.01 이용범 <11번 째 사과나무>
- 2001.08.05 최인호 <달콤한 인생>
- 2001.09.23 박자경 <너라는 검은 덩어리>
- 2001.10.14 V. S. <네이폴 무리를 떠나 나 하나로>
- 2001.11.04 김 훈 <칼의 노래>
- 2001.11.11 이병천 <홀리데이>
- 2001.12.23 이문구 <장이리 개암나무> (평섭)
- 2002.01.20 김지현 <사각거울> (감독)
- 2002.02.10 조정래 <한강> (유일표)
- 2002.04.21 윤영수 <이인소극>	(기자)
- 2002.05.12 하성란 <파리>
- 2002.05.19 민경현 <너의 꿈을 춤추련다> (현허)
- 2002.07.14 윤후명 <나비의 전설> (택시 기사)
- 2002.07.21 조경란 <마리의 집>	(남자)
- 2002.09.01 허경진 <허균 평전> (이달 / 백성1)
- 2002.09.15 마르셀 에메 <벽으로 드나드는 남자> (교도소장)
- 2002.09.22 이순원 <망배> (아저씨)
- 2002.10.06 윤정모 <꾸야 삼촌> (삼촌)
- 2002.10.20 김영하 <오빠가 돌아왔다> (노형사)
- 2002.11.03 공선옥 <그것은 인생> (김씨)
- 2007.10.28 김애란 <침이 고인다> (해설)
- 2008.07.13 이혜경 <물 한모금> (해설)
- 2009.04.12 조경란 <풍선을 샀어> (J)
- 2009.09.06 편혜영 <토끼의 묘> (그)
- 2010.07.04 윤고은 <1인용 식탁> (나 / 해설)
- 2010.09.05 최대환 <바다위의 주유소> (나 / 해설)
- 2011.07.03 조세희 <난장이가 쏘아올린 작은 공> (영수 / 해설)
- 2011.12.04 전성태 <국화를 안고> (해설)
- 2012.07.08 강병융 <낙찰> (나 / 해설)
- 2012.12.02 염승숙 <레인스틱> (나 / 해설)

KBS 무대 (KBS 한민족 방송)
- 2000.02.13 제 3초소의 전설
- 2000.04.23 원 스트라이크 원볼
- 2000.11.26 머피의 법칙
- 2001.01.28 해피엔딩을 위하여
- 2001.02.18 2박 3일의 행복 (직원)
- 2001.03.18 피노키오의 눈물
- 2001.05.20 홍서
- 2001.09.23 아름다운 사랑 슬픈 이별
- 2001.09.30 어른들만 듣는 동화
- 2001.10.28 계약이혼 (남자1)
- 2001.11.11 어느 자서전 대필작가의 귀향 (사회자)
- 2001.11.18 그 여자에게 생긴 일 (학생1)
- 2001.12.16 라스팔마스 카페엔 항구가 없다 (건달1)
- 2002.01.20 강(江)의 저쪽 (학생)
- 2002.04.21 17층 (노숙자)
- 2002.05.05 영자야! 영자야! (인부3)
- 2002.05.12 그녀들이 사는 집 (의사1)
- 2002.05.19 소(牛)를 찾아서 (스님1)
- 2002.08.11 인연 (남자)
- 2002.08.25 오이를 볶는 저녁식사 (나영준)
- 2002.10.27 천생연분 (사회자)
- 2002.11.10 자폐를 위한 소나타 (재섭)
- 2002.11.17 가을 이중주 (송석진)
- 2002.11.24 비목어(比目魚)의 사랑 (학생3)
- 2002.12.01 남행열차 (남)
- 2002.12.29 스물 아홉 (사채업자)
- 2003.05.04 벽 속의 남자는 무슨 생각을 했을까? (아들)
- 2003.07.13 오봉달 카페로 오세요 (오봉달)
- 2003.12.21 싱글즈 (한수)
- 2004.01.11 악녀가 내 안으로 들어왔다 (민우)
- 2004.04.04 방자전 (이몽룡)
- 2005.12.24 뻔한 사랑에 관한 에피소드 (선원)
- 2006.11.18 다시 사랑을 기다리며 (영범)
- 2007.08.25 지리산에서 만나다 (중원)
- 2012.07.21 그리고 아무 말도 하지 않았다 (종욱)
- 2014.04.05 달걀 후라이 (정시준)

판타지 특급 (KBS 2라디오)
- 2001.04.09 ~ 2001.06.30 <드래곤 라자> (신하1)

#### EBS
EBS 현대문학 (EBS FM)
- 2014.11.06 ~ 11.29 최인호 <낯익은 타인들의 도시> (낭독)

교과서를 품은 드라마 한국사 (EBS FM)
- 2014.12.16 제14화 불교의 꽃을 피운 통일신라 (신하 / 대한)
- 2014.12.17 제15화 해상왕 장보고 (정년 / 부하)
- 2014.12.18 제16화 해동성국 발해 (걸사비우)
- 2014.12.19 제17화 흔들리는 통일국가 신라 (신하 / 부하)
- 2014.12.20 제18화 시대의 풍운아, 궁예와 견훤 (장군 / 신하)
- 2014.12.22 제19화 한민족의 통일을 이룬 왕건 (장군 / 신하)
- 2014.12.23 제20화 외손자의 장인이 된 이자겸 (신하 / 척준경)
- 2014.12.24 제21화 거란을 물리친 지략가, 서희 (소손녕)
- 2014.12.25 제22화 천리장성을 쌓은 강감찬 (거란의 성종)
- 2014.12.26 제23화 무신의 나라가 된 고려 (장군)
- 2014.12.27 제24화 삼별초의 항쟁 (배중손)
- 2014.12.29 제25화 공민왕 개혁을 꿈꾸다 (충렬왕)
- 2014.12.30 제26화 불심으로 나라를 지키다 (장수)
- 2014.12.31 제27화 정몽주와 이방원 (공양왕)
- 2015.01.01 제28화 위화도 회군 조선 건국의 분수령 (장수)
- 2015.01.02 제29화 세종대왕 동양의 위대한 군주	(효령대군)
- 2015.01.03 제30화 수양대군과 계유정난 (한명회)
- 2015.01.05 제31화 연산군과 피 묻은 금삼 (성종)
- 2015.01.06 제32화 조광조의 이루지 못한 꿈 (중종)
- 2015.01.07 제33화 이황과 이이 (이황의 조카 영)
- 2015.01.08 제34화 임진왜란 조선에 찾아온 위기 (도요토미 히데요시)
- 2015.01.09 제35화 해전의 영웅, 이순신 (김성일)
- 2015.01.10 제36화 광해군과 인조반정 (강홍립)
- 2015.01.12 제37화 병자호란, 남한산성의 항전 (김상헌)
- 2015.01.13 제38화 효종과 북벌 (효종)
- 2015.01.14 제39화 두 차례의 예송 논쟁 (현종)
- 2015.01.15 제40화 영조, 탕평 정치를 펴다 (영조)
- 2015.01.16 제41화 정조와 수원화성 (사도세자)
- 2015.01.17 제42화 세도 정치로 신음하는 백성들 (순조)
- 2015.01.19 제43화 조선후기의 문화 변동, 새로운 문화에 눈 뜨다 (백성)
- 2015.01.20 제44화 누구나 양반이 되고 싶었다 (양반)
- 2015.01.21 제45화 삼정의 문란, 난을 부르다 (김창시)
- 2015.01.22 제46화 정약용과 박지원 (박지원)
- 2015.01.23 제47화 천주교와 동학 (이벽)
- 2015.01.24 제48화 고종의 아버지 흥선 대원군 (백성)
- 2015.01.26 제49화 강화도의 항전 신미양요와 병인양요 (남종삼)
- 2015.01.27 제50화 임오군란 (군인)
- 2015.01.28 제51화 김옥균과 갑신정변 (남자)
- 2015.01.29 제52화 녹두장군 전봉준 (전봉준)
- 2015.01.30 제53화 서재필, 독립문을 세우다 (박영효)
- 2015.01.31 제54화 대한 제국, 자주독립국임을 선언하다 (홍종우)
- 2015.02.02 제55화 대한의 치욕, 을사늑약 (장지연)

### TV-CF
- OK-Cashbag - 추리이벤트시리즈
- 클리노시트
- 외환카드 - 손예진편
- 대림산업 E-편한세상
- 수협
- 옥션 - 오늘의 옥션 시리즈 4,5,6
- 산뫼수
- KFC - 스마트 버겟편
- 경남모직 안아주
- 신한카드 나노
- 삼성화재 애니홈
- 쿡앤쇼 - 밥로스편

### 라디오-CM
- KTF
- ZIC-XQ (알아서편)
- 유호건설(N플러스빌)
- 벼룩시장(9시뉴스편)
- 동양종합 금융증권(2008)
- 엠베스트
- 에어 부산
- 한우리 독서논술

### 기타
- 영화 <울지마 톤즈> 故 이태석 신부 음성 대역